# Lijst van rijksmonumenten in Geleen
De plaats Geleen telt 27 inschrijvingen in het rijksmonumentenregister. Hieronder een overzicht.
| Object | Oorspronkelijke functie? | Bouwjaar                                                                     | Architect        | Locatie                               | Coördinaten?                  | Nr.?   | Afbeelding                                                       |
| --- | ------------------------ | ---------------------------------------------------------------------------- | ---------------- | ------------------------------------- | ----------------------------- | ------ | ---------------------------------------------------------------- |
| Huis van baksteen. Vensteromlijstingen van Naamse steen                                                          | Woonhuis                 | vroeg 17e eeuw, huidig karakter 1799                                         |                  | Jodenstraat 5                         | 50° 58' 21" NB, 5° 50' 35" OL | 16035  | Meer afbeeldingen                                                |
| Bakstenen huis met binnenplaats. Vroeger witgeverfd, nu metselstenen. Vensteromlijstingen in Naamse steen. Poort | Boerderij                | vroeg 17e eeuw, huidig karakter 1799                                         |                  | Jodenstraat 7-9                       | 50° 58' 21" NB, 5° 50' 35" OL | 16036  | Meer afbeeldingen                                                |
| R.K. Kerk St. Petrus en Marcelinus met toren                                                                     | Kerk en kerkonderdeel    | 1862 (kerk) eerste kwart 15e eeuw (toren)                                    |                  | Leursstraat 1                         | 50° 58' 18" NB, 5° 50' 35" OL | 16037  | Meer afbeeldingen                                                |
| Huis Maes in de trant van de z.g. Maaslandse Renaissance                                                         | Woonhuis                 | 1623                                                                         |                  | Leursstraat 4                         | 50° 58' 18" NB, 5° 50' 35" OL | 16038  | Meer afbeeldingen                                                |
| Huis du Prez, binnenplaats en achtergevel met vakwerk                                                            | Woonhuis                 | 17e eeuw                                                                     |                  | Marcellienstraat 10                   | 50° 58' 17" NB, 5° 50' 32" OL | 16039  | Meer afbeeldingen                                                |
| Fors woonhuis met verdieping onder met blauwe Friese pannen                                                      | Woonhuis                 | laat 19e eeuw                                                                |                  | Marcellienstraat 18                   | 50° 58' 19" NB, 5° 50' 32" OL | 16040  | Meer afbeeldingen                                                |
| Groot huis met binnenplaats. Segmentboogvensters en halfronde zolderlichten.                                     | Woonhuis                 |                                                                              |                  | Marcellienstraat 20                   | 50° 58' 20" NB, 5° 50' 32" OL | 16041  | Meer afbeeldingen                                                |
| Bakstenen huis met in- en uitgezwenkte topgevel, sierankers en gevelsteen. Sterk vernieuwd                       | Woonhuis                 | 1753 (gevelsteen)                                                            |                  | Pieterstraat 2                        | 50° 58' 15" NB, 5° 50' 29" OL | 16042  | Meer afbeeldingen                                                |
| Sint-Janskluis                                                                                                   | Kerk en kerkonderdeel    | 1699                                                                         |                  | Kluis bij 3                           | 50° 57' 37" NB, 5° 49' 58" OL | 16045  | Meer afbeeldingen                                                |
| Drossaerdhuis of Huis Corten                                                                                     | Woonhuis                 | 1751 (anker hoofdgebouw) 1644 (anker achterzijde)                            |                  | Geenstraat 34                         | 50° 58' 34" NB, 5° 49' 41" OL | 16046  | Meer afbeeldingen                                                |
| De Biessenhof | Boerderij                | 1772 (schuur) eerste helft 19e eeuw (poort, woonhuis en kamer met interieur) |                  | Biesenweg 1                           | 50° 57' 10" NB, 5° 50' 21" OL | 16047  | Meer afbeeldingen                                                |
| Orgel in R.K. kerk H. Augustinus gebouwd door Loret Vermeersch                                                   | Vanwege onderdelen kerk  | 1857                                                                         |                  | Intern Prins de Lignestraat 33        | 50° 58' 3" NB, 5° 49' 29" OL  | 456476 | Orgel in R.K. kerk H. Augustinus gebouwd door Loret Vermeersch   |
| Sint Augustinuskerk                                                                                              | Kerk en kerkonderdeel    | 1934                                                                         | J. en P. Cuypers | Prins de Lignestraat 33               | 50° 58' 3" NB, 5° 49' 28" OL  | 517849 | Meer afbeeldingen                                                |
| Pastorie van H. Augustinus                                                                                       | Kerkelijke dienstwoning  | 1934                                                                         | J. en P. Cuypers | Prins de Lignestraat 31               | 50° 58' 2" NB, 5° 49' 29" OL  | 517850 | Pastorie van H. Augustinus                                       |
| Kapelanie behorend tot de parochie van H. Augustinus                                                             | Kerkelijke dienstwoning  | 1936                                                                         |                  | Prins de Lignestraat 20               | 50° 58' 2" NB, 5° 49' 32" OL  | 517851 | Kapelanie behorend tot de parochie van H. Augustinus             |
| Vier beambtenwoningen onder-één-kap                                                                              | Bedrijfs-,fabriekswoning | 1927                                                                         | A.J.N. Boosten   | Prins de Lignestraat 4, 6, 8 en 10    | 50° 58' 1" NB, 5° 49' 35" OL  | 517852 | Vier beambtenwoningen onder-één-kap                              |
| Vier beambtenwoningen onder-één-kap in traditionalistische stijl                                                 | Bedrijfs-,fabriekswoning | 1927                                                                         | A.J.N. Boosten   | Prins de Lignestraat 5, 7, 9 en 11    | 50° 57' 59" NB, 5° 49' 33" OL | 517853 | Vier beambtenwoningen onder-één-kap in traditionalistische stijl |
| Vier beambtenwoningen onder-één-kap in traditionalistische stijl                                                 | Bedrijfs-,fabriekswoning | 1927                                                                         | A.J.N. Boosten   | Prins de Lignestraat 12, 14, 16 en 18 | 50° 58' 2" NB, 5° 49' 34" OL  | 517854 | Vier beambtenwoningen onder-één-kap in traditionalistische stijl |
| Vier beambtenwoningen onder-één-kap in traditionalistische stijl                                                 | Bedrijfs-,fabriekswoning | 1927                                                                         | A.J.N. Boosten   | Prins de Lignestraat 13, 15, 17 en 19 | 50° 57' 60" NB, 5° 49' 32" OL | 517855 | Vier beambtenwoningen onder-één-kap in traditionalistische stijl |
| Twee beambtenwoningen onder-één-kap in traditionalistische stijl                                                 | Bedrijfs-,fabriekswoning | 1927                                                                         | A.J.N. Boosten   | Prins de Lignestraat 21 en 23         | 50° 58' 1" NB, 5° 49' 30" OL  | 517856 | Twee beambtenwoningen onder-één-kap in traditionalistische stijl |
| Twee beambtenwoningen onder-één-kap in traditionalistische stijl                                                 | Bedrijfs-,fabriekswoning | 1927                                                                         | A.J.N. Boosten   | Prins de Lignestraat 25 en 27         | 50° 58' 3" NB, 5° 49' 32" OL  | 517857 | Twee beambtenwoningen onder-één-kap in traditionalistische stijl |
| Drie beambtenwoningen onder-één-kap in traditionalistische stijl                                                 | Bedrijfs-,fabriekswoning | 1934-35                                                                      | A.J.N. Boosten   | Prins de Lignestraat 22, 24 en 26     | 50° 58' 3" NB, 5° 49' 32" OL  | 517858 | Drie beambtenwoningen onder-één-kap in traditionalistische stijl |
| Vrijstaand woonhuis                                                                                              | Woonhuis                 | 1925                                                                         |                  | Graaf Huynlaan 19                     | 50° 58' 6" NB, 5° 49' 34" OL  | 517859 | Vrijstaand woonhuis                                              |
| Villa Cantemerle, vroeger Villa Nova                                                                             | Dienstwoning             | 1910                                                                         |                  | Jodenstraat 3                         | 50° 58' 21" NB, 5° 50' 33" OL | 517860 | Villa Cantemerle, vroeger Villa Nova                             |
| Staatsmijn Maurits: kantoorgebouw                                                                                | Handel en kantoor        | 1924                                                                         |                  | Mijnweg 1                             | 50° 58' 33" NB, 5° 49' 17" OL | 517861 | Meer afbeeldingen                                                |
| Praktijkwoning voor een huisarts in traditionalistische stijl                                                    | Werk-woonhuis            | 1933                                                                         | Jos Philips      | Seringenlaan 78                       | 50° 59' 0" NB, 5° 48' 33" OL  | 517862 | Praktijkwoning voor een huisarts in traditionalistische stijl    |

## Voormalige rijksmonumenten
| Object                                | Oorspronkelijke functie? | Bouwjaar | Architect   | Locatie        | Coördinaten?                  | Nr.? | Afbeelding        |
| ------------------------------------- | ------------------------ | -------- | ----------- | -------------- | ----------------------------- | ---- | ----------------- |
| Voormalige Paterskerk der Carmelieten | Kerk en kerkonderdeel    | 1936     | P.A. Schols | Rijksweg Noord | 50° 58' 17" NB, 5° 49' 59" OL |      | Meer afbeeldingen |